# Anomala sampitana
Anomala sampitana är en skalbaggsart som beskrevs av Ohaus 1936. Anomala sampitana ingår i släktet Anomala och familjen Rutelidae. Inga underarter finns listade i Catalogue of Life.